# 山口県道56号仙崎港線
山口県道56号仙崎港線（やまぐちけんどう56ごう せんざきこうせん）は、山口県長門市を通る県道（主要地方道）である。

## 概要
仙崎港と国道191号を結ぶ路線となっている（国道191号とは山口県道282号仙崎停車場小浜線でも接続）。さらに山口県道283号青海島線青海大橋を介して青海島と長門市中心部を結ぶ路線の一部ともなっている。
青海大橋南詰から南下し、山口県漁業協同組合仙崎支店前を通過して道の駅センザキッチン手前で西に折れて仙崎の砂嘴の根元を横断、仙崎駅前を通過して深川湾に突き当たったところで左折して海沿いに南下、そのまま山口県立大津緑洋高等学校大津校舎（旧・山口県立大津高等学校）、JR長門市駅前を経て緩やかに右カーブし、長門税務署付近で再度左折して長門市中心部を通過、JR山陰本線・美祢線の踏切を越え、長門市役所前を経て、長門市東深川の正明市交差点が終点となる。

### 路線データ
- 起点：長門市仙崎（青海大橋南詰、山口県道283号青海島線交点）
- 終点：長門市東深川（正明市交差点、国道191号・国道316号交点）

## 歴史
- 1993年（平成5年）5月11日 - 建設省から、県道仙崎港線が仙崎港線として主要地方道に指定される[1]。

## 路線状況
全区間2車線で整備されている（一部歩道のない区間あり）。

### 重複区間
- 山口県道282号仙崎停車場小浜線（長門市仙崎 地先）

## 地理

### 通過する自治体
- 長門市

### 交差する道路
- 山口県道283号青海島線（長門市仙崎、起点）
- 山口県道282号仙崎停車場小浜線（長門市仙崎）
- 山口県道277号長門市停車場線（長門市東深川）
- 国道191号・国道316号（長門市東深川、終点）